# Segarcea-Vale
Segarcea Vale là một xã thuộc hạt Teleorman, România. Dân số thời điểm năm 2002 là 3883 người.